# La tassista
La tassista è una miniserie televisiva italiana trasmessa in prima visione da Rai Uno nel 2004.

## Trama
La miniserie narra le vicende di Marcella (Stefania Sandrelli) che, rimasta vedova con due figlie, Vittoria (Bianca Guaccero) e Monica (Federica Citarella), decide di acquistare la licenza per il taxi, con il quale trova lavoro in una cooperativa. 
Vittoria ha una relazione con il suo professore e fa la cubista, e Monica ha problemi a scuola, perché presa solo dall'atletica.

## Episodi
- Un giorno di pioggia
- Qualche ora di libertà
- Un amore difficile
- 24 Ore piene di Sogni